# Pseudotorinia architae
Pseudotorinia architae is een slakkensoort uit de familie van de Architectonicidae. De wetenschappelijke naam van de soort is voor het eerst geldig gepubliceerd in 1841 door O. G. Costa.